# Воронежский пивзавод
«Воронежский пивзавод» (ранее «Балтика — Воронеж») — пивоваренный завод в городе Воронеже, филиал ООО «Пивоваренная компания «Балтика»». Завод расположен в Советском районе города на улице 9 Января. Предприятие является одним из крупнейших налогоплательщиков в Воронежской области.

## История
В 1936 году Совет народных комиссаров СССР подписал постановление о строительстве в Воронеже пивоваренного завода.
В столице Черноземья по плану строительства, рассчитанному на 14 лет, должен был вырасти восьмиэтажный пивоваренный завод производительной мощностью 30 тысяч гектолитров пива и 5 тысяч гектолитров безалкогольных напитков в год.
Свои коррективы в строительство предприятия внесла Великая Отечественная война. После начала войны строительство завода приостановилось. А в уже возведенных цехах стали выпускать продукцию для фронта — бутылки с зажигательной смесью, которые отправлялись на передовую. После освобождения города от немецких захватчиков в январе 1943 года началось восстановление заводских корпусов, и уже к 1945 году предприятие возобновило работу.
Новая история завода началась в 2001 году с приходом инвесторов. В 2002 году началась реконструкция завода. Общая сумма инвестиций в проект составила 27 миллионов евро.
В 2003 году основным акционером компании становится ОАО «Ярпиво». 19 октября 2005 года воронежский завод официально становится филиалом ОАО «Ярпиво», а к концу 2006 года (после объединения четырёх компаний — «Балтика», «Ярпиво», «Вена» и «Пикра») — одним из филиалов объединённой компании «Балтика».
В 2007 году была произведена модернизация производства, в ходе которой были построены новые производственные корпуса и установлено дополнительное оборудование. Была запущена новая линия по розливу пива в ПЭТ-упаковку производительностью 12 тысяч бутылок в час.
В июне 2008 года был завершен проект по удвоению мощностей завода: производительность увеличилась до 2 миллиона гектолитров в год. В рамках реализации этого проекта было расширено бродильное отделение завода, запущена новая линия розлива в стеклянную бутылку производительностью 45 тысяч бутылок в час и новая линия фильтрации. Также были построены новый склад для готовой продукции и площадка для хранения тары.
В 2012 году в рамках модернизации завода снесено здание бывшей солодовни постройки 1930-х годов, не работавшей с 2006 года. .
Успешным примером реализации экономики замкнутого цикла является сотрудничество компании в Воронеже с ООО «ЭКО-Вторма», благодаря которому обеспечивается сбор отходов картонной упаковки. В рамках проекта Принеси пользу своему городу в Воронежской области установлено более 200 контейнеров для раздельного сбора макулатуры и картона. Собранное вторсырье отправляется партнером на переработку и последующее изготовление гофрокартона. Гофрокартон поставляется на «Балтику» и используется в качестве упаковки.
Филиал активно сотрудничает с Воронежским государственным университетом инженерных технологий (ВГУИТ). Ежегодно специалисты «Балтики» принимают участие в конференциях, «Ярмарках вакансий» и «Днях открытых дверей» вуза. Студенты ВГУИТ регулярно участвуют в программах стажировок и производственных практик «Балтики», и самые активные из них начинают карьеру в компании. На сегодняшний день более 60 % сотрудников филиала «Воронежский пивзавод» являются выпускниками ВГУИТ.

## Руководство
С июля 1947 по 1975 – Муравлев Николай Гаврилович
С 1975 по 1984 – Мельникова Евгения Федоровна
С 1984 по 2004 – Образцов Евгений Васильевич
С июня 2004 по 2006 – Дмитращук Юрий Николаевич
С декабря 2006 по май 2012 – Визир Дмитрий Михайлович (в настоящее время – генеральный директор ООО «Пивоваренная компания «Балтика»)
С июня 2012 по август 2015 – Демченко Сергей Викторович (в настоящее время – директор по производству службы по производству ООО «Пивоваренная компания «Балтика»)
С сентября 2015 по март 2019 – Большаков Владислав Игоревич (в настоящее время – директор филиала "Пивзавод "Ярпиво")
С апреля 2019 по декабрь 2022 – Литюк Виталий Викторович (в настоящее время – директор дивизиона по операционной деятельности Юг филиала «Пивзавод «Южная Заря 1974»)
С января 2023 по июль 2025  Гаврилов Иван Анатольевич (в настоящее время – директор филиала "Балтика-Хабаровск")
С августа 2025 директором филиала «Воронежский пивзавод» является Владимир Анатольевич Кочетов